# 연일 오씨
연일 오씨(延日 吳氏)는 경상북도 포항시를 관향으로 하는 한국의 성씨이다.
시조 오연경(吳延慶)은 해주 오씨 시조 오인유(吳仁裕)의 6세손 대호군 오효성(吳孝成)의 큰 아들이다.

## 역사
연일 오씨의 시조는 해주 오씨의 시조 오인유(吳仁裕)의 6세손 대호군 오효성(孝成)의 장남 오연경(吳延慶)이다. 성품이 강직하였으며, 오연경에게는 오치(吳治), 오흡(吳洽), 오순(吳洵)의 세 아들이 있다. 1308년(충렬왕34) 5월 행정개혁으로 연경은 이조전서에 올랐으며 8월 충렬왕이 훙(薨)하자 충선왕이 몽고에서 돌아와 부왕의 후궁인 숙창원비를 증(蒸)한 패륜에 대하여 우탁과 충직 항절하였다. 11월에  연경은 어린 두 아들 가운데 흡(洽)은 수례를 따라갔다는 기록이 전하며(연일오씨세보)  [오순(吳洵)]도 데리고 연일로 강배되었다. 1309년(충선왕 1) 6월에 해금되었으나 연경은 고문과 악천후를 이기지 못하고 서거한 이 후였다.  고려 충렬왕조에  큰 아들 오치(吳治)는 전라도사를 하였으며,  고려 말 용사지란에 아들 서북병마절제사  오수창(吳壽昌)과 함께 화천(華川) 간동으로 칩거하여 해주 오씨 대호군파로 계승하였다. 어려서 흡과 순은 아버지의 존재를 모르고 살았었다. 이 후 차남 오흡(吳洽)은 이조전서에 이르고 삼남 오순(吳洵) 간의대부에 이르렀다,  연일 오씨의 1세조가 되었다.이조전서 오흡(吳洽)공은 해주오씨로 환적하여 후손이 오방우(吳邦祐)로 개명하여 포항 덕림서원에 배향하고 있다.

## 인물
- 오준 : 조선 중종 때 형조판서를 지냈다. 오흡의 5세손이다.
- https://blog.naver.com/ohstamp/221834041343

## 분파
울산 오씨는 해주 오씨 대호군 효성(孝成)의 차자 연지(延祉)를 시조로 하여 분파되었다.
- 해주 오씨의 시조 오인유(吳仁裕)는 중국 송(宋) 나라에서 귀화한 대학사로, 984년(고려 성종 3년) 고려에 귀화하여 검교군기감을 역임하였다.
- 장기 오씨(長鬐 吳氏)의 시조 오흡(吳洽)은 해주 오씨의 시조 오인유(吳仁裕)의 7세손인 오연경(吳延慶)의 둘째 아들이다.
- 연일 오씨(延日 吳氏)의 시조 오연경(吳延慶)은 해주 오씨의 시조 오인유(吳仁裕)의 6세손 효성공(孝成公)의 큰 아들이다.
- 영원 오씨(寧遠 吳氏)의 시조 오사충(吳思忠)은 해주 오씨의 시조 오인유(吳仁裕)의 8세손인 오순(吳洵)의 아들이다.
- 울산 오씨(蔚山 吳氏)의 시조 오연지(吳延祉)는 해주 오씨의 시조 오인유(吳仁裕)의 6세손 효성공(孝成公)의 둘째 아들이다.

## 본관
연일(延日)은 경상북도 동해안에 위치한 포항시 연일읍(迎日邑)의 옛 지명으로 신라 때에는 근오지현(斤烏支縣) 또는 오량지현(烏良支縣)이라 불렀다가 757년(신라 경덕왕 16)에 임정현(臨汀縣)으로 개칭하고, 의창군(義昌郡 : 興海)의 영현이 되었다. 940년(고려 태조 23)에 영일현(迎日縣 : 延日)로 개칭되었고, 1018년(현종 9)에 경주부(慶州府)에 내속되었다. 1390년(공양왕 2)에 감무(監務)를 두면서 독립하였다. 조선 초에는 진(鎭)을 설치하고 병마사(兵馬使)가 지현사(知縣事)를 겸하게 하였다. 세종대에 다시 병마첨절제사로 고쳤다가 후에 현감만을 파견하였다. 1732년(영조 8)에 통양포(通洋浦) 아래에 포항창(浦項倉)을 설치해 함경도 진휼(賑恤)의 바탕으로 삼게 함으로써 함경도와 경상도를 연결하는 동해안 해로의 중심 역할을 하였다. 1895년(고종 32) 지방제도 개정으로 동래부 영일군이 되었고, 1896년 경상북도 연일군이 되었다. 1914년 군면 폐합으로 연일군은 연일면 등 5개 면으로 분면되어 흥해 · 장기 · 청하군과 함께 영일군으로 통폐합되었고, 1980년 연일면이 연일읍으로 승격하였다. 1995년 영일군이 포항시에 통합되었다.

## 인구년
- 1985년 245가구, 1,166명
- 2000년 113가구, 393명

## 같이 보기
- 오 (성씨)
- 해주 오씨
- 울산 오씨(=학성오씨, 선산오씨)
- 울산 오씨. 종친회
- 영원 오씨

## 참고 자료
- 《고려통감》
- 《연일오씨 세보》
- 해주오씨 대호군파 연경의 자 오치(吳治)공의 지석문
- 해주오씨 대호군파보
- 울산오씨 인터넷세보